# Prix Merlin
Le prix Merlin est un prix littéraire français, décerné depuis 2002, qui récompense des œuvres de fantasy francophones et, depuis 2007, également de fantastique. Deux prix sont attribués : l'un pour les romans, l'autre pour les nouvelles. Ils sont décernés lors de la convention française de science-fiction.
Il s'agit d'un prix des lecteurs, le vote est ouvert à tous et peut être effectué par un formulaire internet ou courrier postal.
Le prix n'a pas été attribué en 2011 et est suspendu depuis 2015.

## Meilleur roman
- 2002 : Blanche Neige et les lance-missiles par Catherine Dufour
- 2003 : La Sève et le Givre par Léa Silhol
- 2004 : Trois pépins du fruit des morts par Mélanie Fazi
- 2005 : Les Arcanes de la trahison par Charlotte Bousquet
- 2006 : Le Temps de l'accomplissement par M. H. Essling
- 2007 : Angemort par Sire Cedric
- 2008 : Les Héritiers du Styrix par Élodie Tirel
- 2009 : Les Chants de la Walkyrie par Édouard Brasey
- 2010 : Le Donjon de Naheulbeuk : l'Orbe de Xaraz par John Lang
- 2012 : Les Larmes rouges par Georgia Caldera
- 2013 : Potion macabre par Cassandra O'Donnell
- 2014 : Le Donjon de Naheulbeuk : à l'Aventure, compagnons par John Lang

## Meilleure nouvelle
- 2002 : Matilda par Mélanie Fazi
- 2003 : L'Affaire des elfes vérolés par Jess Kaan
- 2004 : Le Survivant par Sylvie Miller et Philippe Ward
- 2005 : Hélas, Elias ! par Laurent Whale
- 2006 : Le Violon de la fée par Nathalie Dau
- 2007 : Circé et la Malédiction de Démeter par Estelle Valls de Gomis
- 2008 : Dernier soupir par Virginia Schilli
- 2009 : Noces d'écume par Mélanie Fazi
- 2010 : La Descente aux enfers d'Orphée et Eurydice par Anthony Boulanger
- 2012 : Le Visage de la bête par Romain Billot
- 2013 : Mademoiselle Edwarda par Vincent Tassy
- 2014 : Le Monstre de Shaerten par Olivier Peru